# Miniclip
Миниклип је бесплатан веб сајт за игрице. Представљен је 2001. године и познат је по томе што има велику и разнолику колекцију игара. То је највећи светски веб сајт за играње игара на интернету. Покренули су га 2001. Роберт Смол и Тихан Пресби (који више није у компанији) са буџетом од 40 000 фунти  и брзо растућим. Од 2008. године компанија је процењена на преко 900 милиона фунти, а била је профитабилна шест од првих седам година, а обртни процеси су већи од 20 милиона фунти само од 2006–2008.
У 2015. години Тенцент је стекао већински удео компаније Миниклипа.
У децембру 2016. године Миниклип је прешао милијарду преузимања преко својих мобилних игара на иОС, Андроид и Виндовс уређајима, са више од 350 милиона преузимања у протеклих 12 месеци.

## Мобилне игре
Миниклип такође има много мобилних игара које су доступне за иОС, Андроид, Симбиан и Виндовс Фоун, као што су 8 Бол Пул, Гравити Гај, Блунс Тоувер Дифенс (Тренутно је у власништву Нинџа Кивија ), Плег Инц., Бери Раш, Агар.ио, Диеп.ио, Мини Милиша, Лопта за главу 2, међу многим другим апликацијама. Агар.ио је постао хит сензација, водећи на лествици и Апп Стору и Гугл Плеј продавница више месеци узастопно.

## Иксбокс игре за Виндовс 8
У септембру 2012. Микрософт је на блогу Виндовс тима од 31. августа 2012. објавио (види такође Списак Иксбокс игара на Виндовс-у ) да ће Миниклип моћи да праве своје игре у Иксбокс-овом одељењу Виндовс 8. Игре за миниклип које подржава Иксбокс за Виндовс 8 укључују Гравити Гај, ајСтант 2 и Монстер Ајленд. Гравити Гај објављен је у Виндовс Стор-у 29. новембра 2012. У априлу 2013. године већина Миниклип игара за Виндовс 8 и Виндовс Фоун дистрибуирана је бесплатно током једне године.

## Иксбокс Ван, ПиСи и ПиЕс4
Дана 14. фебруара 2017. Миниклип је објавио своју прву игру која се може играти на Иксбокс Вану, ПиСи- у и ПиЕс4, под називом ЕмИкс Нитро.

## Проблеми са злонамерним софтвером
Дана 1. септембра 2005. године, амерички тим за рачунарску спремност за ванредне ситуације издао је савет у вези са Миниклип-ом:
Ретро64 / Миниклип ЦР64 Лоудер АктивИкс контрола садржи рањивост прекривања међуспремника. Ово може омогућити удаљеном, неовлашћеном нападачу да изврши произвољни код на рањивом систему .... Иако контролу АктивИкс више не користе ни ретро64, ни миницлип, било који систем који користи одређене странице ових веб локација у прошлости (пре септембра 2005) могу бити рањиве.
Током 2006. године неколико безбедносних фирми је известило да су неки корисници Миниклип-а инсталирали „миниклипгејмлоудер.длл“ који је садржавао непријатељски код идентификован као „Тројан Даунлоудер 3069“. Исте године, још једно преузимање повезано са Миниклип-ом инсталирао је "Хај Риск" малвeр зван "Тројан-Даунлоадер". ЦР64Лоудер ".